# Berkenknopwesp
De berkenknopwesp (Cimbex femoratus) is een zaagwesp (Symphyta) van de familie van de knotssprietbladwespen (Cimbicidae). De berkenknopwesp komt in Europa en Siberië voor op berkenbladeren meestal in bomen op de hogere zandgronden.
Ze zitten hoog in de bomen en zijn daardoor moeilijk te vinden.

## Beschrijving
De berkenknopwesp is 20-28 mm lang en zijn daarmee de grootste zaagwespen in Midden-Europa. Ze hebben een zwart, glanzend borststuk en een donkerbruin tot bruin achterlijf. Op het achterlijf dicht bij het borststuk zit een witte, ovale vlek. De antennen hebben aan het eind een gele of bruine, knotsvormige verdikking. Het begin van de antenne is zwart, soms geel, gekleurd. De achterste pootsegmenten hebben een geeloranje kleur. De voorvleugels zijn zwartgerand.

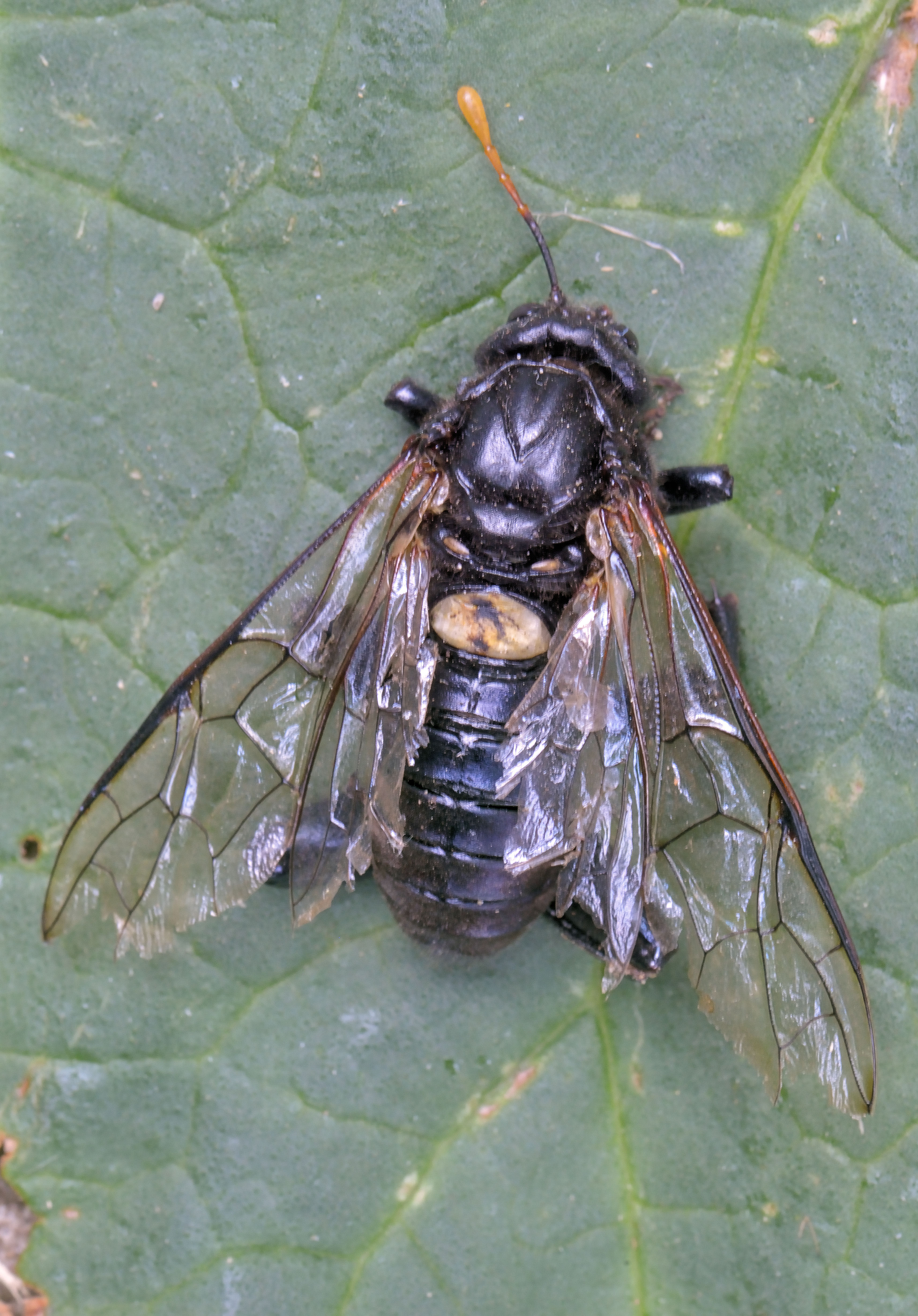
Vrouwtje

De groene bastaardrups is ongeveer 45 mm lang en is in de jongere stadia omgeven door een wittige koker van was. Op de rugzijde hebben ze een donker gekleurde, smalle lengtestreep met een lichtgele zoom. Over de hele lengte van de rups zitten talrijke, witte wratten.

## Levenswijze
De berkenknopwesp vliegt van mei tot juni en is de meest voorkomende knotssprietbladwesp in Midden-Europa. Ze voeden zich met het sap van de berkenbladeren. Hiertoe knaagt de berkenknopwesp met haar kaken vaak ringvormige groeven om twijgjes.
De bastaardrupsen voeden zich uitsluiten met berkenbladeren (Betula spec.).

## Ontwikkeling
De vrouwtjes leggen tot 200 eitjes afzonderlijk of in kleine groepjes in hiervoor gemaakte bladtasjes op de onderkant van de bladeren. De bastaardrupsen zijn zeer traag en zitten overdag op de onderzijde van het blad. 's Nachts klimmen ze boven op het blad en vreten vanaf de rand van een berkenblad tot aan de middennerf het blad op. In ongeveer drie weken neemt het gewicht toe van ongeveer 4 mg tot 1400 mg. Vijanden kunnen ze tot 20 cm ver bespuiten met lichaamsvocht (hemolymfe). De bastaardrupsen spinnen in de herfst een cocon aan twijgen, waarin de verpopping plaatsvindt. De berkenknopwesp komt gewoonlijk in april of mei van het volgende jaar uit de cocon, maar het is ook mogelijk dat ze enkele jaren als pop overleven.